# Alfabet syryjski

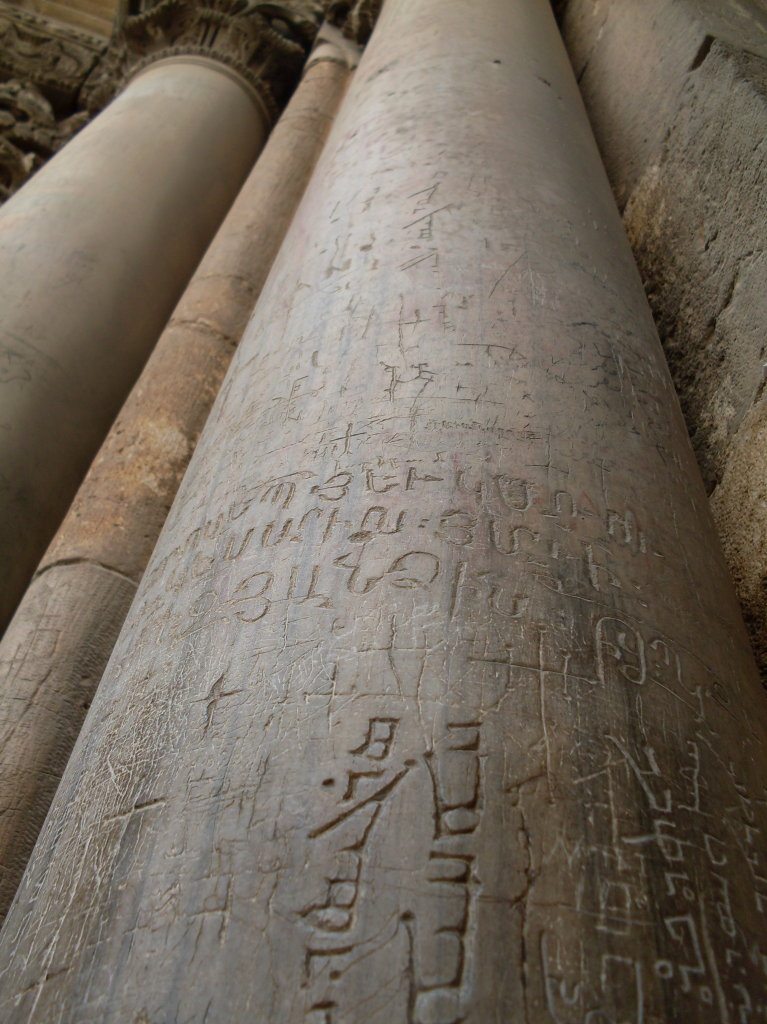
Inskrypcja w estrangelo na kolumnie u wejścia do Bazyliki Grobu Świętego w Jerozolimie

Alfabet syryjski – pismo abdżadowe dostosowane do zapisu języków semickich, w tym języka syryjskiego, wywodzące się z obszarów Syrii. Używane np. przez nestorian w działalności misyjnej, m.in. wśród ludności ujgurskiej na obszarach Turkiestanu Wschodniego.

## Krótka tabela
Alfabet syryjski ma pokazane w tabeli litery. Niektóre z liter mają inną formę stosowaną na końcu wyrazu: formy te są pokazane w tabeli poniżej formy podstawowej. 
Uwaga: tabela ma uporządkowane litery od strony lewej do prawej.
| ’Ālap̄ | Bēṯ | Gāmal | Dālaṯ  | Hē | Wāw | Zayn | Ḥēṯ | Ṭēṯ | Yōḏ | Kāp̄ |
| ܐ     | ܒ   | ܓ     | ܕ      | ܗ  | ܘ   | ܙ    | ܚ   | ܛ   | ܝ   | ܟܟ  |
|       |     |       |        |    |     |      |     |     |     | ܟ   |
| Lāmaḏ | Mīm | Nūn   | Semkaṯ | ‘Ē | Pē  | Ṣāḏē | Qōp̄ | Rēš | Šīn | Taw |
| ܠ     | ܡܡ  | ܢܢ    | ܣ      | ܥ  | ܦ   | ܨ    | ܩ   | ܪ   | ܫ   | ܬ   |
|       | ܡ   | ܢ     |        |    |     |      |     |     |     |     |

## Litery alfabetu syryjskiego
| Letter | Estrangelo (pismo klasyczne) | Estrangelo (pismo klasyczne) | Estrangelo (pismo klasyczne) | Madnḥāyā (pismo zachodniosyryjskie) | Madnḥāyā (pismo zachodniosyryjskie) | Madnḥāyā (pismo zachodniosyryjskie) | Litera unicode | Wartość liczbowa | Wymowa |
| Letter | Forma podstawowa             | Końcowa z połączeniem        | Końcowa bez połączenia       | Forma podstawowa                    | Końcowa z połączeniem               | Końcowa bez połączenia              | Litera unicode | Wartość liczbowa | Wymowa |
| ------ | ---------------------------- | ---------------------------- | ---------------------------- | ----------------------------------- | ----------------------------------- | ----------------------------------- | -------------- | ---------------- | --- |
| ’Ālap̄  |                              |                              |                              |                                     | 1                                   |                                     | ܐ              | 1                | ʔ (zwarcie krtaniowe) albo nieme |
| Bēṯ    |                              |                              |                              |                                     |                                     |                                     | ܒ              | 2                | twardo: b (spółgłoska zwarta dwuwargowa dźwięczna) miękko: v (spółgłoska szczelinowa wargowo-zębowa dźwięczna) albo w (spółgłoska półotwarta wargowo-miękkopodniebienna)            |
| Gāmal  |                              |                              |                              |                                     |                                     |                                     | ܓ              | 3                | twardo: g (spółgłoska zwarta miękkopodniebienna dźwięczna) miękko: ɣ (spółgłoska szczelinowa miękkopodniebienna dźwięczna)                                                          |
| Dālaṯ  |                              |                              |                              |                                     |                                     |                                     | ܕ              | 4                | twardo: d (spółgłoska zwarta dziąsłowa dźwięczna) miękko: ð (spółgłoska szczelinowa międzyzębowa dźwięczna)                                                                         |
| Hē     |                              |                              |                              |                                     |                                     |                                     | ܗ              | 5                | h (spółgłoska szczelinowa krtaniowa bezdźwięczna) |
| Wāw    |                              |                              |                              |                                     |                                     |                                     | ܘ              | 6                | spółgłoska: w (spółgłoska półotwarta wargowo-miękkopodniebienna) mater lectionis: u (samogłoska przymknięta tylna zaokrąglona) albo o (samogłoska półprzymknięta tylna zaokrąglona) |
| Zayn   |                              |                              |                              |                                     |                                     |                                     | ܙ              | 7                | z (spółgłoska szczelinowa dziąsłowa dźwięczna) |
| Ḥēṯ    |                              |                              |                              |                                     |                                     |                                     | ܚ              | 8                | ħ (spółgłoska szczelinowa gardłowa bezdźwięczna) albo x (spółgłoska szczelinowa miękkopodniebienna bezdźwięczna)                                                                    |
| Ṭēṯ    |                              |                              |                              |                                     |                                     |                                     | ܛ              | 9                | tˁ (gardłowo – spółgłoska zwarta dziąsłowa bezdźwięczna) |
| Yōḏ    |                              |                              |                              |                                     |                                     |                                     | ܝ              | 10               | spółgłoska: j (spółgłoska półotwarta podniebienna) mater lectionis: i (samogłoska przymknięta przednia niezaokrąglona) albo e (samogłoska półprzymknięta przednia niezaokrąglona)   |
| Kāp̄    |                              |                              |                              |                                     |                                     |                                     | ܟ              | 20               | twardo: k (spółgłoska zwarta miękkopodniebienna bezdźwięczna) miękko: x (spółgłoska szczelinowa miękkopodniebienna bezdźwięczna)                                                    |
| Lāmaḏ  |                              |                              |                              |                                     |                                     |                                     | ܠ              | 30               | l (spółgłoska boczna dziąsłowa) |
| Mīm    |                              |                              |                              |                                     |                                     |                                     | ܡ              | 40               | m (spółgłoska nosowa dwuwargowa) |
| Nūn    |                              |                              |                              |                                     |                                     |                                     | ܢ              | 50               | n (spółgłoska nosowa dziąsłowa) |
| Semkaṯ |                              |                              |                              |                                     | /                                   |                                     | ܣ / ܤ          | 60               | s (spółgłoska szczelinowa dziąsłowa bezdźwięczna) |
| ‘Ē     |                              |                              |                              |                                     |                                     |                                     | ܥ              | 70               | ʕ (spółgłoska szczelinowa gardłowa dźwięczna) |
| Pē     |                              |                              |                              |                                     |                                     |                                     | ܦ              | 80               | twardo: p (spółgłoska zwarta dwuwargowa bezdźwięczna) miękko: f (spółgłoska szczelinowa wargowo-zębowa bezdźwięczna) albo w (spółgłoska półotwarta wargowo-miękkopodniebienna)      |
| Ṣāḏē   |                              |                              |                              |                                     |                                     |                                     | ܨ              | 90               | sˁ (gardłowo – spółgłoska szczelinowa dziąsłowa bezdźwięczna) |
| Qōp̄    |                              |                              |                              |                                     |                                     |                                     | ܩ              | 100              | q (spółgłoska zwarta języczkowa bezdźwięczna) |
| Rēš    |                              |                              |                              |                                     |                                     |                                     | ܪ              | 200              | r (spółgłoska drżąca dziąsłowa) |
| Šīn    |                              |                              |                              |                                     |                                     |                                     | ܫ              | 300              | ʃ (spółgłoska szczelinowa zadziąsłowa bezdźwięczna) |
| Taw    |                              |                              |                              |                                     |                                     |                                     | ܬ              | 400              | twardo: t (spółgłoska zwarta dziąsłowa bezdźwięczna) miękko: θ (spółgłoska szczelinowa międzyzębowa bezdźwięczna)                                                                   |

1 Po Dālaṯ lub Rēš, ’Ālap̄ na ogół przyjmuje formę podstawową, a nie końcową.

## Ligatury
| Nazwa | Estrangelo (klasyczne) | Estrangelo (klasyczne) | Estrangelo (klasyczne) | Madnḥāyā (zachodnie) | Madnḥāyā (zachodnie)  | Madnḥāyā (zachodnie)   | Litera unicode | Opis                                   |
| Nazwa | Forma podstawowa       | Końcowa z połączeniem  | Końcowa bez połączenia | Forma podstawowa     | Końcowa z połączeniem | Końcowa bez połączenia | Litera unicode | Opis                                   |
| ----- | ---------------------- | ---------------------- | ---------------------- | -------------------- | --------------------- | ---------------------- | -------------- | -------------------------------------- |
|       |                        |                        |                        |                      |                       |                        |                | Lāmaḏ i 'Ālap̄ połączone na końcu słowa |
|       |                        |                        |                        |                      |                       | /                      |                | Taw i 'Ālap̄ połączone na końcu słowa   |
|       |                        |                        |                        |                      |                       |                        |                | Hē i Yōḏ połączone na końcu słowa      |